# Głodek żółty

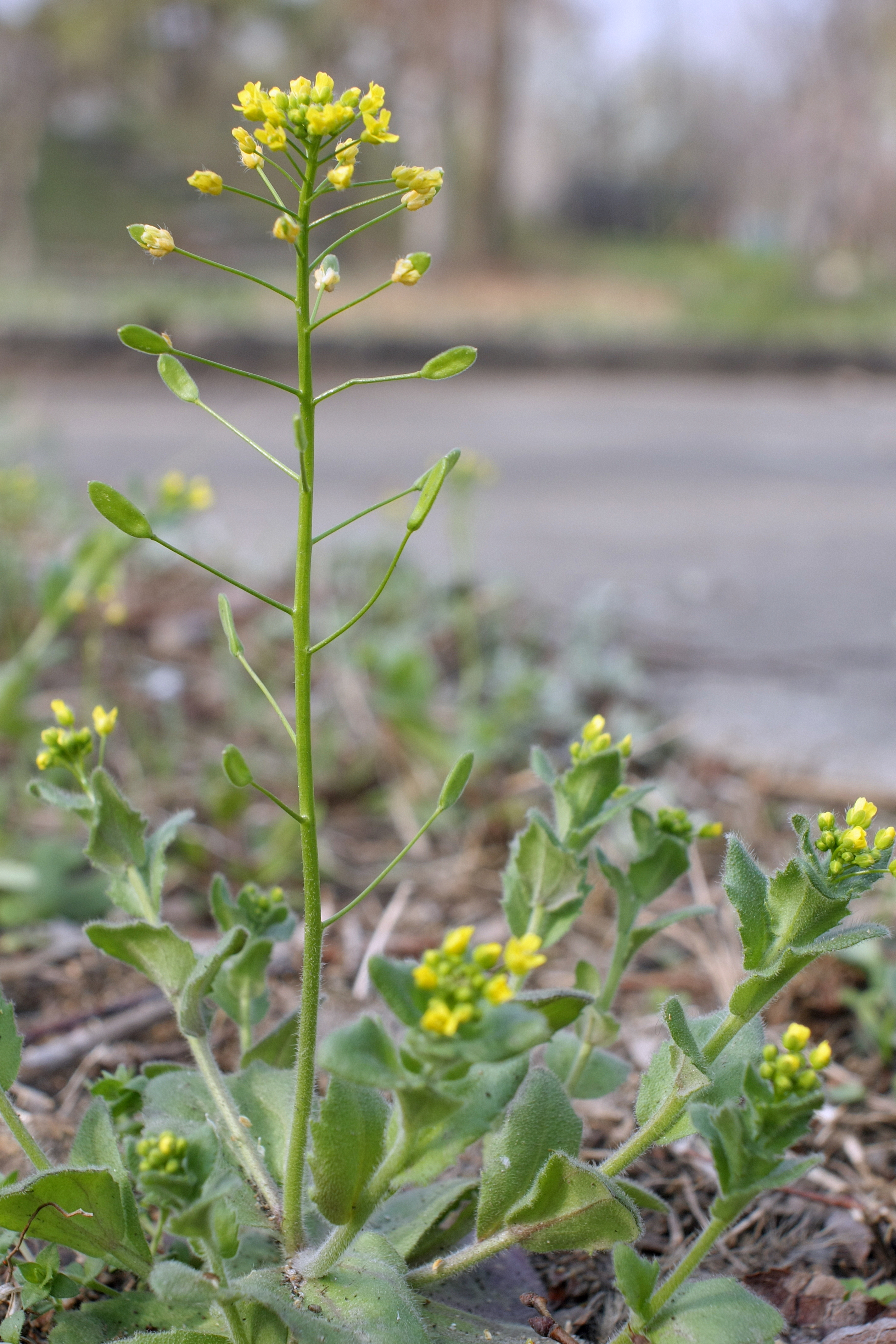
Pokrój

Głodek żółty (Draba nemorosa L.) – gatunek rośliny należący do rodziny kapustowatych.

## Rozmieszczenie geograficzne
Gatunek o zasięgu wokółbiegunowym. Występuje w Ameryce Północnej, Azji i Europie. W Europie występuje na większej części obszaru, z wyjątkiem północno-zachodnich regionów oraz niektórych miejsc w regionie śródziemnomorskim. W Niemczech i Norwegii nie był gatunkiem rodzimym, ale naturalizował się i obecnie również tu występuje. W Polsce jest rzadki, występuje na rozproszonych stanowiskach, głównie w południowych i wschodnich regionach kraju. W południowo-zachodniej Polsce został odnaleziony w okolicach Głogowa i Brzegu Dolnego, a w środkowej w okolicach Inowrocławia. W górach jest rzadki. W Karpatach znane są następujące jego stanowiska: jedno na Podhalu koło Rogoźnika, dwa w Gorcach, jedno w Beskidzie Sądeckim (w Tylmanowej), trzy w Pieninach (na Zamku w Czorsztynie, skałce nad Dunajcem i w Wąwozie Homole), trzy w Beskidzie Wyspowym (w Łącku, Maszkowicach i Jazowsku).

## Morfologia
ŁodygaWzniesiona, pojedyncza przeważnie nierozgałęziona, o wysokości 25-40 cm. Jej dolna część jest pokryta gwiazdkowatymi włoskami.
LiściePrzyziemne liście różyczkowe są podługowatojajowate, a ich nasada zwęża się klinowato w krótki ogonek. Są siedzące, ostro zakończone, całobrzegie lub płytko ząbkowane.
KwiatyŻółte, liczne, zebrane w rzadkie grono na szczycie łodygi. Mają 4 lekko na szczycie wycięte płatki korony o długości 1,5-3 mm.
OwocGładka lub owłosiona łuszczynka około dwukrotnie krótsza od szypułki. Ma długość 4-8 mm, szerokość 1,5-2,5 mm i zawiera około 25 podłużnie eliptycznych i zazwyczaj krótko i gęsto owłosionych nasion.

## Biologia i ekologia
Roślina jednoroczna. Rośnie na piaskach, łąkach i murach. Kwitnie od kwietnia do czerwca. Liczba chromosomów 2n = 16. Roślina owadopylna i prawdopodobnie również samopylna, nasiona rozsiewane przez wiatr. 

## Zagrożenia i ochrona
Gatunek umieszczony w Polskiej Czerwonej Księdze Roślin oraz na polskiej czerwonej liście w kategorii VU (narażony). W Polsce tylko jedno jego stanowisko znajdujące się w Wąwozie Homole znajduje się na obszarze objętym ochroną (rezerwat przyrody Wąwóz Homole), pozostałe znajdują się na terenie niechronionym. Zagrożeniem dla gatunku są zarastające jego stanowiska wysokie rośliny i krzewy. Podjęta powinna być ich ochrona czynna polegająca na wycinaniu i usuwaniu ich. Tego rodzaju ochronę czynna prowadzi się np. na murach Zamku w Czorsztynie.

## Synonimy
- Crucifera nemorosa E.H.L.Krause
- Draba × ambigua Schur
- Draba dictyota Greene
- Draba gracilis Graham
- Draba intermedia Andrz. ex DC.
- Draba lutea Gilib. ex DC.
- Draba lutea Gilib.
- Draba macroloba Turcz.
- Draba muralis Thunb.
- Draba nemoralis Ehrh.
- Draba polygonifolia Mill.
- Draba pontica Desf.
- Drabella nemoralis (L.) Bubani
- Tomostima nemorosa (L.) Lunell

(na podstawie The Plant List)